# Alianza por un Nuevo Kosovo
La Alianza por un Nuevo Kosovo  (Aleanca Kosova e Re en albanés)  es un partido político de Kosovo, fundado el 17 de marzo de 2006.

## Resultados electorales
| Año  | Votos                                 | %                                     | Escaños | Posición | +/- | Estatus            |
| ---- | ------------------------------------- | ------------------------------------- | ------- | -------- | --- | ------------------ |
| 2007 | 70 165                                | 12,27                                 | 13/120  | 3.º      |     | Oposición          |
| 2010 | 50 951                                | 7,29                                  | 8/120   | 5.º      | 5   | Gobierno           |
| 2014 | 34 170                                | 4,67                                  | 0/120   | 16.º     | 8   | Extraparlamentario |
| 2017 | Participó en la Coalición LAA         | Participó en la Coalición LAA         | 4/120   | 3.º      | 4   | Gobierno           |
| 2019 | Participó en coalición con NISMA y PD | Participó en coalición con NISMA y PD | 2/120   | 6.º      | 2   | Apoyo              |
| 2021 | Participó en coalición con LDK        | Participó en coalición con LDK        | 1/120   | 3.º      | 1   | Oposición          |